# Jerónimo García Gallego
Jerónimo García Gallego (Turégano, Segovia, España, 30 de septiembre de 1893 - La Habana, Cuba, 10 de agosto de 1961) fue un diputado español en las Cortes de la Segunda República española durante el "bienio reformista" (1931-1933) y Canónigo de la Catedral de El Burgo de Osma de El Burgo de Osma (Soria)

## Biografía
Hijo de una familia de labradores, estudió Teología Sagrada en la Pontificia Universidad Gregoriana de Roma, obteniendo el doctorado con la calificación "Cum laude" y fue ordenado como sacerdote.
Volvió a Segovia y ganó unas oposiciones a Catedrático de Filosofía en el Seminario Conciliar. Poco después fue nombrado director del semanario católico El Avance Social.
En 1920 deja el Seminario y oposita a la Canongía de El Burgo de Osma, y de nuevo consigue el puesto. Además, da clases en el Seminario de Burgos de Teología Dogmática y funda su propio semanario periodístico Hogar y Pueblo.
Tras años de escribir artículos y libros sobre política y contra la dictadura de Primo de Rivera, en las elecciones de 1931 decide presentarse a diputado para las Cortes Constituyentes de la República. No entra en ningún partido político y se presenta como independiente "demócrata, republicano, católico y agrario".
Consigue obtener el mayor número de votos de la provincia de Segovia (14.573) y se convierte en diputado. Durante la legislatura interviene en las sesiones en Cortes en más de 30 ocasiones y defiende sobre todo la religión católica, la agricultura y a los obreros, criticando a los que "atacan a la religión" (partidos de izquierdas) y especialmente a "los que falsamente dicen que la defienden" (partidos de derechas).
En las elecciones de 1933 se vuelve a presentar a diputado, pero esta vez no consigue ninguno de los cuatro asientos que representan a Segovia en las Cortes.
De nuevo lo intenta en los comicios de 1936. La radicalización de la situación política del país conduce a una campaña electoral muy agresiva, y García Gallego sufre una gran persecución mediática por parte de la CEDA y del diario El Adelantado de Segovia, propiedad del candidato cedista Rufino Cano.
Días antes de las elecciones de 1936 es suspendido "a divinis" de ser clérigo por orden personal del obispo de Segovia, Pérez Platero, por presentarse a las elecciones supuestamente sin pedir la licencia episcopal, aunque García Gallego siempre lo negó y acusó al obispo de seguir órdenes de la CEDA.
García Gallego se vuelve a quedar sin escaño y, tras el estallido de la guerra civil española, se ve obligado a exiliarse para salvar su vida. Estuvo algún tiempo en Biarritz hasta que fue detenido por el Régimen de Vichy y enviado a un campo de concentración cerca de Casablanca, en Marruecos francés. Logró escaparse y se exilió a América. 
Vivió sus últimos años, desde 1940 hasta 1961, en Cuba. El régimen franquista le ofreció volver a España (con garantías de amnistía) en alguna ocasión vía carta, pero nunca aceptó.

## Obras
- La Quiebra de nuestro sistema político y la creación de un régimen nuevo (1926)

- Miscelánea Política y Religiosa (1927)

- El régimen constitucional y los principios de autonomía (1927)

- El régimen constitucional, la soberanía de la nación y el estatuto del Porvenir (1927)

- Los valores eternos (1929)

- España, ¿por dónde se sale? (1930)